# Matt Cameron
Matt Cameron (* 28. listopadu 1962, San Diego, Kalifornie, USA) je americký bubeník, doprovodný zpěvák a příležitostný textař. Je známý svým působením v grungeových skupinách Pearl Jam a Soundgarden. Spolupracoval také s hudebníky ze skupiny The Smashing Pumpkins.
Bubnoval už od dětských let. Když mu bylo 13 let, dal dohromady skupinu Kiss, která hrála coververze písní slavné rockové skupiny Kiss. Skupina Kiss ale kapele napsala, že pokud nepřestanou hrát jejich věci, začnou proti nim podnikat právní kroky. Cameronova skupina byla tehdy raději rozpuštěna.
Začátkem 80. let se přestěhoval do Seattlu, kde hrál od roku 1985 se skupinou Skin Yard. V září následujícího si ho vybrala skupina Soundgarden, ve které nahradil Scotta Sunquista. Skupina Soundgarden byla tehdy považována za jednu ze čtyř velkých grungeových skupin v Seattlu (zbylé tři byly Nirvana, Alice in Chains a Pearl Jam). Cameron zůstal se Soundgarden až do roku 1997, kdy se skupina rozpadla.
Rok nato už přijal pozvání k bubnování se skupinou Pearl Jam, která v té době vyjížděla na turné k albu Yield. Na tomto turné nahradil bubeníka Jacka Ironse, který nemohl se skupinou koncertovat kvůli zdravotním problémům. Na tomto turné se už de facto stal členem Pearl Jam. Se skupinou pak nahrál alba Binaural, Riot Act, Pearl Jam, Backspacer a Lightning Bolt a několik živých alb. Během hraní s Pearl Jam napsal Matt pro skupinu tyto písně:
- Evacuation (Binaural) – hudba
- In the Moonlight (Lost Dogs) – hudba a text
- Save You (Riot Act) – spoluautor hudby
- Cropduster (Riot Act) – hudba
- You Are (Riot Act) – spoluautor textu, hudba, v písni také hraje doprovodnou kytaru
- Get Right (Riot Act) – hudba a text
- Unemployable (Pearl Jam) – spoluautor hudby